# Exodus: Journey to the Promised Land
Exodus: Journey to the Promised Land is een computerspel dat werd ontwikkeld en uitgegeven door Wisdom Tree. Het spel kwam in 1991 uit voor het platform Nintendo Entertainment System. Later volgde ook andere platforms. De speler speelt Mozes. De bedoeling is hem door 100 verschillende levels loodsen en zo het beloofde land te bereiken. Het spel lijkt op Boulder Dash. Om de uitgang te openen moeten er vijf vraagtekens worden gevonden. Er zijn verschillende obstakels, zoals modder, stenen en muren. Sommige obstakels kunnen door Mozes worden vernietigd terwijl andere opzij geschoven moeten worden. Het perspectief van het spel wordt weergegeven in de derde persoon.

## Platforms
| Jaar | Platform        |
| ---- | --------------- |
| 1991 | NES             |
| 1992 | DOS, Game Boy   |
| 1993 | Sega Mega Drive |